# 铁臂阿童木
《原子小金剛》是一套科幻題材日本漫画作品，也是手塚治虫的首部長篇连载作品，於1952年至1968年首次於光文社的《少年》漫画杂志连载。故事講述少年仿生人阿童木（綽號“科學之子”）在未來21世紀裏為了人類的福祉而活躍。中國大陸及香港版主角名稱“阿童木”，還有台灣大山版“亞特姆”是日語的發音直譯，詞語源自英語，意即原子，阿童木英文版名稱為“Astro Boy”，意為“宇宙男孩”（Astro，表示“星，天体，宇宙”之义）。
2003年，浦澤直樹開始重新繪製《铁臂阿童木》「地上最大機器人」一章，漫畫命名為《PLUTO》（中譯《冥王》、《布魯圖》）。

## 故事簡介
根據原來漫畫的設定，小金剛誕生於2003年4月7日。製造者是當時的日本科學省省長天馬博士，因為兒子飛雄（トビオ，華視舊譯為托比歐、大陸譯飛馬、香港舊譯杜比、多比奧）在交通意外中死亡，因為無法忍受喪子之痛而製造了小金剛，並將其當作兒子一樣疼愛。可是，由於小金剛的身體不能像人類一樣隨時間長大，天馬博士的情感仍舊不能被滿足，最後放棄了小金剛產品，並將其販賣至機械人馬戲團。在被天馬博士拋棄之後，小金剛曾經失靈，但在後任科學省省長御茶水博士的努力下，小金剛正式重生，並認御茶水博士為養父。茶水博士还制造了阿童木的妹妹Uran（翻译为莎拉/木兰/乌兰）和他们的父母。
小金剛在原作漫畫中擁有七種特殊能力，內容如下（其他版本能力略有不同）：
1. 腳底安裝有飛翔用的火箭发动机
2. 會超過60國語言
3. 能分辨人類的善惡
4. 聽力為正常人的1000倍
5. 眼睛是強力探射燈
6. 臀部安裝了二連式機關槍每分鐘600發（電視新版則改成在指頭發射的鐳射）
7. 最大輸出功率為10萬馬力（後來強化為100万馬力，參看“地上最大的机器人之卷（地上最大のロボットの巻）”）

阿童木動漫畫均以單元故事形式進行，講述阿童木作為人類與機械人之間的橋樑，與及天馬博士想讓阿童木進化成機械人之王的連串故事。

## 動畫播放
本劇在1960年代以電視黑白動畫劇集形式首次出現，共193集，1963年至1966年於日本富士電視台播放，並取得全日本平均30%的收視率佳績。其後此片被譯成英文版本，並銷往世界各地。
日本電視網在1980年重新繪製同劇彩色版，共52集。1980年代中臺灣、香港均有播放此版本。同年12月中國中央電視台引進黑白版播放，成為最早引進中國大陸的日本動畫作品之一，播出後廣受歡迎。
富士电视台在2003年第三次重绘本劇，由手塚制作公司（手塚プロダクション）制作，命名为《自动机器人‧铁臂阿童木》（アストロボーイ‧鉄腕アトム），日本在2003年4月6日開播，至2004年3月28日止，第三版播出了50集
。卡通頻道 (台灣)2003年12月1日晚間6點首播，香港無綫電視翡翠台2004年初播放第三版。中國中央電視台於2004年12月28日～2005年2月13日期間在其中國中央電視台少兒頻道播出了49集。
手塚制作公司与法国Planet Nemo Animation公司在2019年联合制作推出了《铁臂阿童木之地球小英雄》（日语：GO！GO！アトム），这部动画为子供向为少儿播出，同时在大陆由芒果TV独家网络播放。日本向本地化版于2019年10月3日开始在东京电视台东京电视网同日新设“学前时间”时段播映。

## 相關資訊
日本《藝術新潮》2017年9月号：日本動畫100年10大最佳作品第5名（與《風之谷》、《魔法少女小圓》、《謝謝你，在世界的角落找到我》、《蜘蛛與鬱金香》並列）。

### 發車音樂
JR東日本高田馬場站、新座站的發車音樂使用了阿童木的主題曲。

### 誕生日慶祝活動
2003年4月7日是故事中設定阿童木的誕生日，就在生日前一天，日本富士电视台開始播放重新制作的動畫《自动机器人‧铁臂阿童木》。
在4月7日，日本埼玉縣新座市為阿童木正式登記為市民，並發出住民登錄證（監護人為御茶水博士，台灣舊譯為艾萊芬博士）。
同日，日本郵政亦發行了“铁臂阿童木誕生地小型紀念通信首日封”的印章，紀念印章限定1日在高田馬場郵局進行。同日新宿區的政府機關任命阿童木為“新宿未來特使”。
除此之外，日本及世界各地均有其他形形色色的展覽和紀念活動。

### 作者自評
作者手塚治虫曾在1966年的5月號的話之特集隨筆專欄中寫道：「原子小金剛是我最大的失敗作之一，那是我為了金錢與聲譽所繪的作品……」，這句話在漫畫迷中引起一段爭議，在講談社所出版的文庫版第一集有將該文章收錄進去。而在小學館全集後記中也寫下了：「說實在的，在剛開始畫小金剛的兩三年，我是真的畫得很開心，但在過了那段期間後，就完全是惰性的產物了……」。

### 阿童木与核能推广
二战后日本政府和美国政府希望在日本推动核能发电，但是因为二戰時原子弹的打击和美国在太平洋试爆氢弹導致生態毀滅，日本社会对核能十分反感。于是“原子/Atom（阿童木）”作为一个漫画形象在1952年出现，很快成为和平使用原子能的大使。1960年，手塚为Atom设计了一个妹妹，取名“烏蘭/Uran”(Uranium，铀)。1963年，大受欢迎的原子小金剛被拍成電視动画。1966年，日本第一个商用核电站建成。

## 年表
- 1951年
  - 4月 - 开始在《少年》月刊连载《原子大使》（アトム大使）
  - 7月 - 阿童木在《原子大使》第四集中，以配角的身份登場

- 1952年
  - 3月 - 《原子大使》結束連載
  - 4月 - 《铁臂阿童木》開始連載

- 1953年
  - 8月 - 最早的杂志附录《铁臂阿童木-阿童木去赤道》（鉄腕アトム　アトム赤道をゆく）发行，之后改名为《海蛇島》

- 1956年
  - 6月 - 光文社發售《铁臂阿童木》最早的單行本

- 1957年
  - 4月 - 連環畫劇戲劇《铁臂阿童木》開始在東京電視播出

- 1958年
  - 8月 - 光文社的《手塚治虫漫畫全集》中的《铁臂阿童木》開始發行

- 1959年
  - 3月 - 富士電視臺拍攝真人版電視劇《铁臂阿童木》，並開始播放

- 1962年
  - 9月 - 動畫版《铁臂阿童木》開始製作
  - 11月 - 在銀座的山葉大廈召開“蟲製片第一次作品發表會”。实验动画《某个街角的故事》（ある街角の物語）、《推》（おす）与《阿童木》第一集一起播映。

- 1963年
  - 1月 - 從元旦開始富士電視臺開播日本最早的電視卡通片《铁臂阿童木》（重製版）
  - 9月 - 美國NBC電視臺開始播放《Astro Boy》

- 1964年
  - 1月 - 光文社開始出版《Capa·Comics》(カッパ・コミクス)
  - 2月 - 《铁臂阿童木》動畫獲得第二屆電視記者獎特別獎
  - 7月 - 電影動畫《铁臂阿童木 宇宙的勇者》在日活院線播映
  - 8月 - “蟲製片影迷會”建立，會刊《铁臂阿童木俱樂部》創刊
  - 12月 - 鈴木出版社出版的《手塚治虫漫畫全集１》的《铁臂阿童木》發售

- 1965年
  - 10月 - 富士電視節目“名演員一千零一夜”中，阿童木參演

- 1966年
  - - 香港麗的映聲中文台（亞洲電視本港台前身）開始播出蟲制版的動畫《原子小金剛》。電視台譯為《小飛俠》。
  - 3月 - 阿童木成为职业棒球队“产经阿童木队”(サンケイアトムズ)吉祥物（之后改名为“養樂多阿童木队”(ヤクルトアトムズ)）
  - 12月 - 播放電視動畫系列《铁臂阿童木》（蟲製版）大結局《地球最大的冒險》

- 1967年
  - 1月 - 《產經新聞》連載《铁臂阿童木》（之後改名為《阿童木今昔故事》）
  - 6月 - 《產經新聞》登載《铁臂阿童木的加拿大萬國博覽會遊覽》

- 1968年
  - 3月 - 《少年》停刊的同時，《铁臂阿童木》結束連載

- 1969年
  - 3月 - 在《大喜劇》登載了一頁完作品《阿童木的初戀》

- 1970年
  - 7月 - 《少年雜誌增刊》登載了一集完作品《铁臂阿童木》（阿童木的最後）

- 1972年
  - 4月 - 《小學一年生》、《小學四年生》開始連載《铁臂阿童木》。《小學四年生》版後來改名為《铁臂阿童木歸來》

- 1975年
  - 6月 - 朝日有聲雜誌太陽戲劇出版《铁臂阿童木-木》。手塚治虫介紹畫法
  - 9月 - 《文藝春秋Deluxe》上登載了一集完作品《铁臂阿童木》（後改名為《阿童木二世》）。

- 1976年
  - 2月 - 《朝日週刊》登載了一期完作品《铁臂阿童木與偏差值王國的對抗》
  - 4月 - 《少年Jump月刊》登載了一期完作品《铁臂阿童木銀·塔》

- 1980年
  - 9月 - 《小學二年生》開始連載《铁臂阿童木》
  - 10月 - NTV開始播放彩色版電視動畫系列《铁臂阿童木》
  - 12月 - 中國的中央電視臺開始播放蟲製版的動畫《铁臂阿童木》。中國的標題《铁臂阿童木》。

- 1981年
  - 12月 - 播放彩色版電視動畫系列大結局《阿童木的初戀》

- 1982年
  - 2月20日 - 大山書局出版《星際機械怪獸百科》。將原子小金剛譯為《鐵臂原子兜》。[5]

- 1983年
  - 5月15日 - 香港無綫電視翡翠台開始播出彩色版電視動畫系列《原子小金剛》。電視台譯為《無敵小飛俠》。

- 1984年
  - 8月20日 - 大山書局出版《鐵臂亞特姆》圖鑑。另一本星際機械怪獸百科譯為《鐵臂原子兜》。[5]

- 1985年
  - 9月21日 - 台灣中華電視公司華視頻道開始播出彩色版電視動畫系列《原子小金剛》。電視台譯為《小戰士》。

- 1989年
  - 2月9日 - 手塚治虫去世，享年60歲

- 1994年
  - 4月25日 - “寶塚市立手塚治虫記念館”開館

- 2003年
  - 3月1日 - JR東日本高田馬場站的一號及二號月台促發音，改用《铁臂阿童木》的主題曲至今。
  - 4月 - 富士电视开始播放第三度重制的电视动画《自动机器人‧铁臂阿童木》（アストロボーイ・鉄腕アトム）
  - 4月7日 - 阿童木的誕生日（按原作的設定）。發行“铁臂阿童木誕生地小型紀念通信首日封”的印章，紀念印章限定1日在高田馬場郵局進行。同日新宿區的政府機關任命阿童木為“新宿未來特使”。
  - 9月30日 - 漫畫家浦澤直樹經手塚製作公司認可、手塚真監修，發表以「地上最大機器人」篇改編的漫畫PLUTO ～冥王～，並獲得許多獎項。

- 2004年
  - 4月7日 - 阿童木一周歲時，在其誕生地東京早稻田・高田馬場發行阿童木貨幣
  - 4月11日 - JR東日本新座站的促發音，改用《铁臂阿童木》的主題曲至今。

- 2009年
  - 5月    - 阿童木近日与京都箱包厂家一泽信三郎帆布进行合作，推出了原创组合包 [永久]。
  - 10月23日 - 《原子小金剛》香港版（香港動畫公司意馬國際）電腦動畫電影）已於2009年10月23日在北美及中国公映。而在2009年10月10日，日本作为阿童木的故乡已领先全球其他国家上映。台湾于2009年10月23日上映。

- 2014年
  - 3月21日 - 阪急電鐵寶塚站的今津線月台促發音，改用《铁臂阿童木》的主題曲至今。

- 2019年
  - 8月 - 开始播放全新制作的幼儿向动画《新原子小金剛》

## 外部連結
- 阿童木官方網站 （页面存档备份，存于）（日語）
- 手塚治虫官方網站(TezukaOsamu＠World) （页面存档备份，存于）（日語）
- 阿童木紙幣官方網站 （页面存档备份，存于）（日語）